# Raja rouxi
Raja rouxi är en rockeart som beskrevs av Capapé 1977. Raja rouxi ingår i släktet Raja och familjen egentliga rockor. Inga underarter finns listade i Catalogue of Life.